# New World Order EP
New World Order EP – minialbum niemieckiego muzyka Aleca Empire, wydany ekskluzywnie w Japonii w lipcu 2001 roku i promujący album Intelligence and Sacrifice. Utwór "Shards of Pol-Pottery (Hard Mix)" został wydany w tym samym roku na albumie Shards of Pol Pottery: The 2001 Remixes jako Alec Empire & El-P.

## Lista utworów
1. "New World Order" - 3:32
2. "Path of Destruction" - 4:06
3. "Shards of Pol Pottery" (Hard Mix) (feat. El-P) - 5:10
4. "Shards of Pol Pottery" (Funk Mix) (feat. El-P) - 5:39